# تاتسویا نومی
تاتسویا نومی (انگلیسی: Tatsuya Nōmi; ۱۳ اوت ۱۹۶۹ – ۱۸ مهٔ ۲۰۱۷) بازیگر اهل ژاپن بود. وی بین سال‌های ۱۹۸۹ تا ۲۰۱۳ میلادی فعالیت می‌کرد.